# Joris Voorn
Joris Voorn er en DJ og Producer fra Holland. Han modtog DJ Awards for Breakthrough DJ of the Year i 2009. Han har også været nomineret til Best Tech House DJ ved samme prisuddeling i 2010 og årene 2012-2014.

## Diskografi
- Future History (SINO, 2004)
- From A Deep Place (Green, 2007)
- Nobody Knows (Green, 2014)
- Four (Spectrum, 2019)